# Armistizio di Cherasco
L'Armistizio di Cherasco fu un armistizio sottoscritto il 28 aprile 1796 che mise fine alle ostilità tra la Repubblica Francese e il Regno di Sardegna. L'armistizio fu sancito il 15 maggio 1796 con il Trattato di Parigi.

## Premesse
Durante la Prima Campagna d'Italia, l'esercito francese guidato dal generale d'armata Napoleone Bonaparte sconfisse gli eserciti coalizzati dell'Austria e del Regno di Sardegna guidati dal generale Beaulieu. I piani d'invasione prevedevano uno sfondamento al centro dello schieramento della coalizione, che si snodava su un fronte di 100 km tra Savona e Torino. Ai primi di aprile, Napoleone, per dividere i due eserciti nemici, con abile mossa, indusse il generale austriaco a spostare il grosso delle truppe sul lato sinistro. Messo in fuga Beaulieu che riparò nel Milanese, concentrò le sue forze per sconfiggere l'esercito piemontese. Dopo la Battaglia di Mondovì, 20 aprile, la strada per Torino era aperta e ciò spinse Vittorio Amedeo III di Savoia ad avviare trattative di resa.

## Termini dell'armistizio
Il 28 aprile 1796 veniva firmato tra la Repubblica Francese e il Regno Sardo l'Armistizio di Cherasco, nell'omonima cittadina piemontese alle seguenti condizioni:
- Cessione alla Francia di Nizza e della Savoia;
- Occupazione del territorio a sud della linea da Demonte ad Alessandria;
- Occupazione delle fortezze di Ceva, Cuneo e Tortona;
- Neutralità del Regno Sardo;
- Libero passaggio dell'esercito francese;
- Cessione a titolo di indennizzo di 110 opere d'arte appartenenti alla corte sabauda, enti religiosi e collezioni nobili del regno di Sardegna.

I termini dell'armistizio diedero luogo al Trattato di Parigi, stipulato il 15 maggio dello stesso anno.